# بسکتبال دانشگاهی
بسکتبال دانشگاهی (انگلیسی: College basketball) یا بسکتبال کالجی، به بسکتبالی گفته می‌شود که توسط تیم‌های ورزشی-تحصیلی در دانشگاه‌ها و کالج‌ها برگزار می‌شود. در ایالات متحده، کالج‌ها و دانشگاه‌ها توسط نهادهای ورزشی تحصیلی از جمله اتحادیه ملی ورزش دانشگاهی اداره می‌شوند. این سازمان‌های ملی ممکن است به بخش‌هایی تقسیم شوند که عموماً بر اساس تعداد و سطح بورسیه‌ قابل اعطا به ورزشکاران تعیین می‌گردند.
بسکتبال از سال ۱۸۹۳ در برخی از دانشگاه‌ها بازی شد.